# Instytut Egipski
Instytut Egipski (fr. L’Institut d’Égypte) – akademia nauk założona w 1798 roku, mieszcząca się w stolicy Egiptu, Kairze.

## Historia
19 maja 1798 Napoleon Bonaparte wyruszył z Tulonu we Francji na podbój Egiptu. Wyprawa egipska miała aspekty wojskowy, gospodarczy i polityczny i naukowy. Komisja złożona z naukowców i artystów miała towarzyszyć armii, aby utworzyć Instytut Egipski. W jej skład weszło 21 matematyków, 3 astronomów, 17 inżynierów, 13 przyrodników i geografów, 3 inżynierów – specjalistów od prochu i saletry, 4 architektów, 8 rysowników, 10 artystów kopistów, jeden rzeźbiarz, 15 lingwistów, 10 literatów, 22 drukarzy. Wśród uczonych i artystów, którzy udali się z Napoleonem, byli matematyk Gaspard Monge, chemik Claude Berthollet, matematyk i fizyk Jean Baptiste Fourier, mineralog Sylvain Gratet de Dolomieu, rysownik i grawer Dominique Vivant Denon czy biolog Étienne Geoffroy Saint-Hilaire.
Francuzi prowadzili na szeroką skalę badania archeologiczne i założyli pierwszą instytucję do rejestrowania i systematyzowania prac archeologicznych pod nazwą Instytut Egipski w Kairze. Plonem ich działalności, obejmującej całokształt zagadnień, było wydanie 24-tomowego dzieła „Opisanie Egiptu” (Description de l’Égypte), które do dziś należy do kanonu podstawowych podręczników dla osób rozpoczynających studia nad Egiptem.
Instytut Egipski, zorganizowano na wzór Francuskiego Instytutu Narodowego, miał za zadanie propagowanie postępu gospodarczego w Egipcie; myślano o przekopaniu kanału, aby uzyskać połączenie Morza Czerwonego ze Śródziemnym. Działalność Francuzów zaznaczyła się na polu kulturalnym. Znalezienie słynnego wielojęzycznego kamienia z Rosetty pozwoliło na odczytanie pisma hieroglificznego przez orientalistę Champolliona i utorowało to drogę do powstania egiptologii.